# Tempête Friedhelm
Pour les articles homonymes, voir Tempête (homonymie).
La tempête Friedhelm est une dépression météorologique majeure ayant généré un épisode de vents violents sur les îles Britanniques et les pays scandinaves entre le 7 et le 13 décembre 2011. Cette tempête synoptique, très creuse (957 hPa), a particulièrement touché l'Irlande et l'Écosse, où des bourrasques de 265 km/h ont été relevées dans les Cairngorms (à 1245 mètres d'altitude). Des rafales de 179 km/h ont été relevées sur les hauteurs des Highlands, tandis qu'en plaine, les îles de Tiree et South Uist ont été balayées par des vents pouvant atteindre jusqu'à 140 km/h, causant de multiples dégâts, des coupures d'électricité et des annulations dans les transports. Des valeurs plus « modérées » ont été relevées à Glasgow, où des vents avoisinant les 115 km/h en rafales ont été enregistrés. En se décalant vers l'est, Friedhelm perd progressivement en intensité, mais provoque néanmoins de nouveaux dégâts dans le sud de la Scandinavie, particulièrement en Suède, où 14 000 foyers sont privés d'électricité. 
Le nom Friedhelm provient d'une liste de noms utilisée depuis 1954 par l’Université Libre de Berlin (ULB) pour nommer les tempêtes synoptiques qui affectent l'Europe. Son usage s'est répandu aux autres pays du continent depuis cette époque. Depuis 2002, l’ULB utilise des noms suggérés par le public qui doit payer un certain montant servant au financement de l'observatoire météorologique de l’université.
Certains médias britanniques ont popularisé le terme d'origine scots Hurricane Bawbag (« ouragan scrotum »), qui n'est toutefois pas repris par la communauté scientifique.

## Déroulement des événements
L'irruption de cette dépression s'inscrit dans un contexte de régime d'ouest très dynamique, caractérisé par une succession de perturbations très actives touchant le nord de l'Europe et les îles britanniques à partir du début du mois de décembre. Le 7 décembre, le Met Office note le creusement d'un système de basse pression sur l'Atlantique nord. En raison de son potentiel explosif, il publie un communiqué et une alerte de niveau rouge (le niveau maximum) pour la Central Belt, en Écosse. Conscient de la dangerosité potentielle du phénomène, le gouvernement écossais ordonne la fermeture des écoles, collèges, lycées et universités, de même que des musées, bibliothèques et de nombreuses infrastructures publiques. La police recommande aux habitants de limiter leurs déplacements, et plusieurs ponts (Tay, Forth, Skye et Erskine) sont fermés au trafic de manière préventive. Les médias sont mis à contribution, et sont chargés de diffuser les consignes de prudence émises par les autorités. 

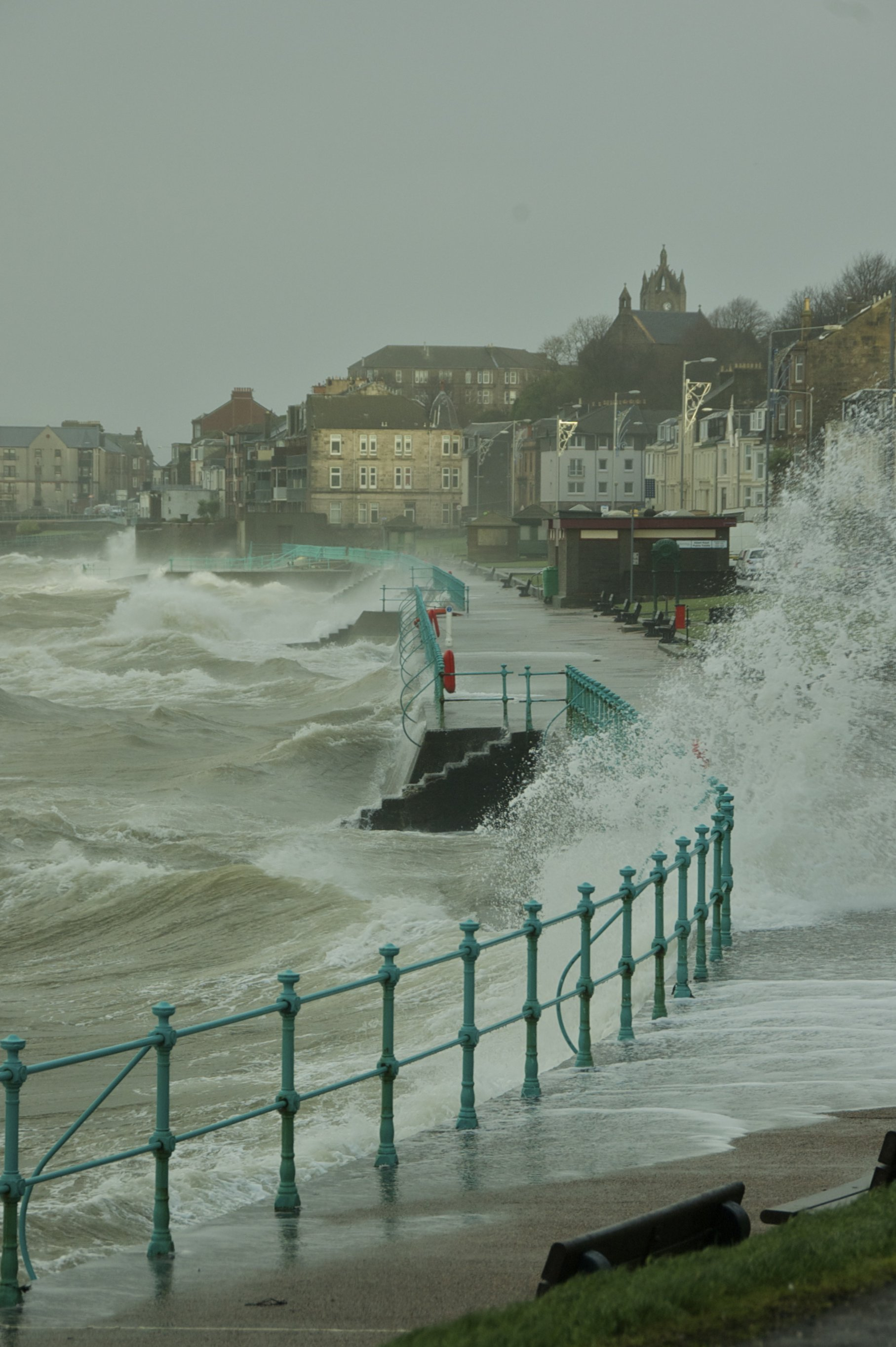
Mer démontée pendant la tempête Friedhelm à Gourok, Inverclyde (Écosse)

Portée par un courant-jet relativement puissant, la dépression se décale progressivement vers les terres et atteint l'Irlande, l'Écosse, le Pays de Galles et le nord de l'Angleterre dans la journée du 8 décembre, accompagnée de vents violents avoisinant les 115 à 140 km/h en plaine, et dépassant les 200 km/h sur les reliefs (265 km/h enregistrés dans les Cairngorms). De nombreux dégâts matériels sont relevés : toitures arrachées, matériel urbain endommagé, arbres déracinés; des coupures de courant affectent jusqu'à 150 000 personnes au plus fort de la tempête. 
En Irlande, de violentes bourrasques de près de 140 km/h causent des dégâts matériels, en particulier sur les côtes nord, dans le Donegal. À Dublin, quelques dégâts sont également signalés (arbres arrachés, chute de cheminées...). Plusieurs rivières sortent de leur lit, des routes sont coupées et des coupures d'électricité sont relevées. Les chemins de fer tournent au ralenti et un pont reliant la péninsule de Fanad à Carrigart est fermé au trafic. 
En Écosse, région plus durement touchée, de nombreuses perturbations dans les transports sont relevées : ScotRail se voit contraint d'assurer un service restreint, tandis que de nombreuses infrastructures routières sont purement et simplement coupées, notamment entre Édimbourg et Aberdeen et Perth et Dundee. Les aéroports de Glasgow et d'Edimbourg voient leur trafic perturbé, le premier étant contraint d'annuler 97 vols, et le second, 21 vols. En mer, où des creux importants sont enregistrés, les ferries assurant la liaison avec les Hébrides extérieures restent au port. Des incidents sont signalés de part et d'autre du territoire : rues coupées à la suite de chutes d'arbres ou de toitures à Campbeltown, Falkirk et Stirling, incendie d'une éolienne à Ardrossan, décorations de noël arrachées à Aberdeen, montée des eaux de la Clyde à Glasgow, causant une submersion partielle des quais. Le nord de l'Angleterre est également sérieusement touché, et des inondations sont relevées en Cumbria et dans le nord du Yorkshire. La toiture du Somerset Park, stade du Ayr United, est endommagée.
Au Pays de Galles, de puissantes rafales de vent balaient la péninsule de Llŷn, où des pointes à 130 km/h sont relevées. À Swansea, des valeurs de l'ordre de 110 km/h sont enregistrées.
Le 9 décembre, la tempête se déplace vers les pays scandinaves. En Suède, où les services météorologiques ont émis une alerte de niveau deux (orange), sur une échelle qui en compte trois, de violentes précipitations associées à de puissantes rafales de vent causent des inondations à Göteborg. Le pont d'Älvsborg et le tunnel de Göta sont fermés à la circulation, et près de 14 000 foyers sont privés d'électricité.